# Цеткин, Константин
Константин Цеткин (нем. Konstantin Zetkin; 14 апреля 1885, Париж — сентябрь 1980, Миддл-Пойнт, Хафмун-Бей, Канада) — немецкий врач, экономист и политик. Сын Клары Цеткин и возлюбленный Розы Люксембург.

## Биография
Костя Цеткин — сын Осипа и Клары Цеткин. В 1891 году семья переехала в Германию. Костя вместе со старшим братом Максимом учился в штутгартской гимназии. Поначалу испытывал сложности с немецким языком, тем не менее по совету Розы Люксембург, с которой он в 1907—1915 годах состоял в любовных отношениях, поступил учиться в Берлинский университет. Студентом квартировал в Берлине у Розы Люксембург. В ГДР роман Розы Люксембург и сына Клары Цеткин не афишировался, считалось, что Роза Люксембург испытывала к Косте Цеткину исключительно материнские чувства. Сохранилась частная переписка между любовниками, которая была опубликована лишь отчасти ввиду её откровенно интимного характера.
Константин Цеткин первоначально решил изучать политэкономию, но позднее вслед за братом увлёкся медициной. Ещё не завершив учёбу, Константин Цеткин был вынужден 5 марта 1915 года пойти в армию. Сначала служил унтер-офицером санитарной службы, позднее полевым врачом на западном фронте, на Сомме, в Вердене и Реймсе. 10 ноября 1916 года был награждён железным крестом 2-й степени.
Демобилизовавшись, Константин Цеткин завершил в 1923 году учёбу с отличием. В 1923 году вместе с Карлом Коршем, Дьёрдем Лукачем, Рихардом Зорге и другими поддержал инициативу учреждения Института социальных исследований при Франкфуртском университете. Константин Цеткин участвовал в работе марксистской рабочей недели в мае 1923 года. Некоторое время занимал должность главного редактора газеты Die Gleichheit. Впоследствии помогал болевшей матери и называл себя её «техническим сотрудником».
С приходом национал-социалистов к власти в Германии семья Цеткин бежала в СССР. После смерти матери у Константина возникли проблемы относительно наследства с государственными органами в СССР. Он бежал через Чехословакию во Францию, где не имел права работать врачом по профессии и зарабатывал себе на жизнь как массажист и санитар. После оккупации Франции Константина Цеткина арестовали, но вскоре отпустили на свободу.
В 1945 году Цеткин эмигрировал в США, где работал в нескольких психиатрических учреждениях и санаториях в Нью-Йорке и Иллинойсе. В 1950-е годы Цеткин переехал в канадский Миддл-Пойнт и проживал с супругой на ферме пасынка.